# Nils Muižnieks
Nils Muižnieks (Los Angeles, 31 de gener de 1964) és un advocat i defensor dels drets humans letó. A l'abril del 2012 fou elegit per l'Assemblea Parlamentària del Consell d'Europa per succeir a Thomas Hammarberg en el càrrec de Comissari de Drets Humans del Consell d'Europa.
Aconseguí el seu doctorat en Ciències Polítiques a la Universitat de Califòrnia després de graduar-se cum laude de la Universitat de Princeton. Fou president de la Comissió Europea contra el Racisme i la Intolerància del 2002 al 2004 i del Centre Letó per als Drets Humans del 1999 al 2002. Entre el novembre de 2002 i el gener de 2004 ocupà el càrrec de Ministre Especial per la Integració Social dins el Gabinet Repše.
La seva missió consisteix a estudiar i protegir els drets humans de tota mena: infants, dones, discapacitats, exiliats, les persones vulnerables, la llibertat de premsa i la igualtat de drets a Internet.